# Syllides papillosa
Syllides papillosa är en ringmaskart som beskrevs av Hartmann-Schröder 1960. Syllides papillosa ingår i släktet Syllides och familjen Syllidae. Inga underarter finns listade i Catalogue of Life.